# William Cavendish, 5.º Duque de Devonshire
William Cavendish, 5.º Duque de Devonshire (14 de Dezembro de 1748 – 29 de Julho de 1811) foi o filho mais velho de William Cavendish, 4.º Duque de Devonshire e de sua esposa, Lady Charlotte Boyle, Baronesa Clifford de Lanesborough em seu direito, que trouxe consideravelmente dinheiro e propriedades à família Cavendish. O quinto duque de Devonshire é melhor conhecido por sua famosa primeira esposa, Georgiana, Duquesa de Devonshire.
William se casou duas vezes: primeiro com Lady Georgiana Spencer (1757–1806); depois com Lady Elizabeth Foster (1759–1824), filha do 4.º Conde de Bristol, que tinha sido sua amante a amiga de Georgiana, bem como confidente num ménage à trois por mais de 20 anos.
Com sua primeira esposa, ele teve um filho (o 6.º Duque de Devonshire, o "Duque Solteiro", que o sucedeu e morreu sem deixar filhos em 1858) e duas filhas: Lady Georgiana Cavendish, depois Condessa de Carlisle (esposa do 6.º Conde de Carlisle), e Lady Harriet "Harryo" Cavendish, depois Condessa Granville (esposa de Lord Granville Leveson-Gower, que foi titulado 1.º Conde Granville). Ambas as filhas deixaram descendentes. O título Barão Clifford de Lanesborough caiu em latência entre elas, que são representadas hoje pelo atual Conde de Carlisle e pelo atual Conde Granville. Entretanto, o ducado e as propriedades passaram para um neto do irmão mais novo do quinto Duque de Devonshire. O 7.º Duque no entanto casou-se com uma filha do sexto Conde de Carlisle, portanto uma neta do quinto duque e prima de terceiro grau do 6.º. 
Georgiana Spencer foi uma socialite que congregou à sua volta um grande círculo de figuras literárias e políticas. Ela foi pintada por Thomas Gainsborough e por Joshua Reynolds; a pintura de Gainsborough foi mais tarde descartada pelo quinto duque e recuperada muito depois, após várias vicissitudes, e atualmente está na coleção de Chatsworth House.
Com a sua segunda esposa, Lady Elizabeth Foster, ele não teve descendentes legítimos, mas o casal teve dois filhos ilegítimos nascidos antes do casamento deles. Um filho, Augustus, a quem foi dado o sobrenome Clifford, tornando-se Augustus Clifford, 1.º Baronete, entrou para a Marinha Real Britânica; a sua descendência na linha masculina morreu em 1895. À sua filha Caroline foi dado um sobrenome diferente do irmão, St. Jules. Caroline St. Jules casou-se com O Honorável George Lamb, um irmão do 2.º Visconde Melbourne, que era casado com Lady Caroline Ponsonby, sobrinha da primeira esposa do quinto duque de Devonshire. Os Lambs não tiveram filhos.
O quinto duque também teve uma outra filha — Charlotte, para a qual foi dado o sobrenome Williams — com sua amante Charlotte Spencer, filha de um indigente homem do clero. A criança nasceu pouco tempo depois de seu casamento com Lady Georgiana Spencer (sem parentesco com a amante). Charlotte mais tarde se casaria adequadamente.